# Le Colonel Bontemps

Le Colonel Bontemps est un film muet français réalisé par Louis Feuillade en 1915 et sorti en 1916.

## Fiche technique
- Réalisation et scénario : Louis Feuillade
- Société de production : Société des Etablissements L. Gaumont
- Format : Noir et blanc - Muet - 1,33:1 - 35 mm
- Date de sortie : 
  - France : mars 1916

## Distribution
- Jean Jacquinet : le colonel Bontemps
- Musidora : sa fille
- Édouard Mathé : Monsieur de Lestranges
- Claude Mérelle : sa femme
- Maurice Poitel : le baron
- Delphine Renot